# Thetis Regio (quadrangle)

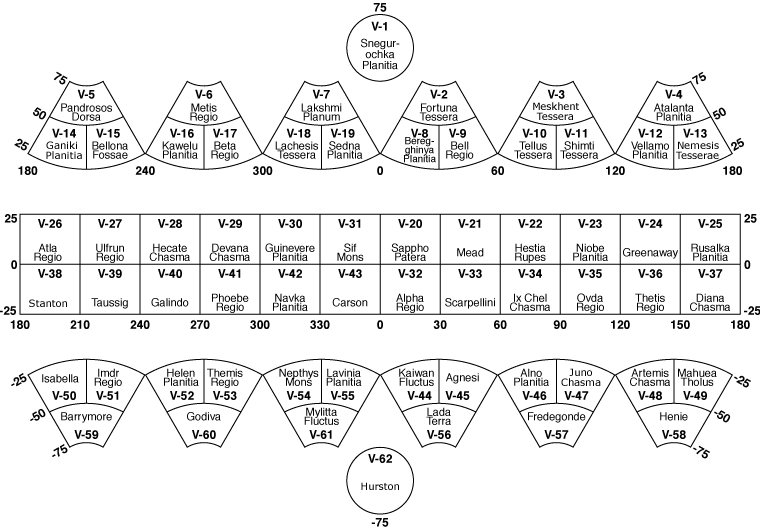
Quadrangles op Venus op schaal 1 : 5.000.000

Thetis Regio (V–36; breedtegraad 0°–25° S, lengtegraad 120°–150° E) is een quadrangle op de planeet Venus. Het is een van de 62 quadrangles op schaal 1 : 5.000.000. Het quadrangle werd genoemd naar de gelijknamige regio die op zijn beurt is genoemd naar Thetis, een nimf uit de Griekse mythologie.

## Geologische structuren in Thetis Regio
Chasmata
- Diana Chasma
- Quilla Chasma
- Vir-ava Chasma

Coronae
- Blai Corona
- Ceres Corona
- Hepat Corona
- Inari Corona
- Rosmerta Corona

Inslagkraters
- Badarzewska
- Gilmore
- Halle
- Janina
- Jumaisat
- Jutta
- Khelifa
- Larisa
- Mariko
- Parishan
- Whiting
- Winnemucca

Regiones
- Thetis Regio

Terrae
- Aphrodite Terra

Valles
- Veden-Ema Vallis